# Grote Prijs Stad Zottegem 1967
Il Grote Prijs Stad Zottegem 1967, trentaduesima edizione della corsa, si svolse il 22 agosto 1967 su un percorso di 150 km, con partenza e arrivo a Zottegem. Fu vinto dal belga Roland Van de Rijse della Romeo-Smiths-Plume Sport davanti al francese Jacques Guiot e al belga Gustaaf De Smet.

## Ordine d'arrivo (Top 10)
| Pos. | Corridore             | Squadra                         | Tempo    |
| ---- | --------------------- | ------------------------------- | -------- |
| 1    | Roland Van de Rijse   | Romeo-Smiths-Plume Sport        | 4h07'26" |
| 2    | Jacques Guiot         | Bic                             |          |
| 3    | Gustaaf De Smet       | Groene Leeuw-Pull Over Centrale |          |
| 4    | Remi Van Vreckom      | Okay Whisky-Diamant             |          |
| 5    | Leopold Van den Neste | Flandria-De Clercq              |          |
| 6    | Victor Nuelant        | Groene Leeuw-Pull Over Centrale |          |
| 7    | Fernand Hermie        | Goldor-Gerka                    |          |
| 8    | Eddy De Sitter        | Peugeot-BP-Michelin             |          |
| 9    | André Hendryckx       | Groene Leeuw-Pull Over Centrale |          |
| 10   | Marian Polansky       | Romeo-Smiths-Plume Sport        |          |